# Pădurișu
Pădurișu – wieś w Rumunii, w okręgu Călărași, w gminie Frumușani. W 2011 roku liczyła 800 mieszkańców.